# Palazzo Giorgioli

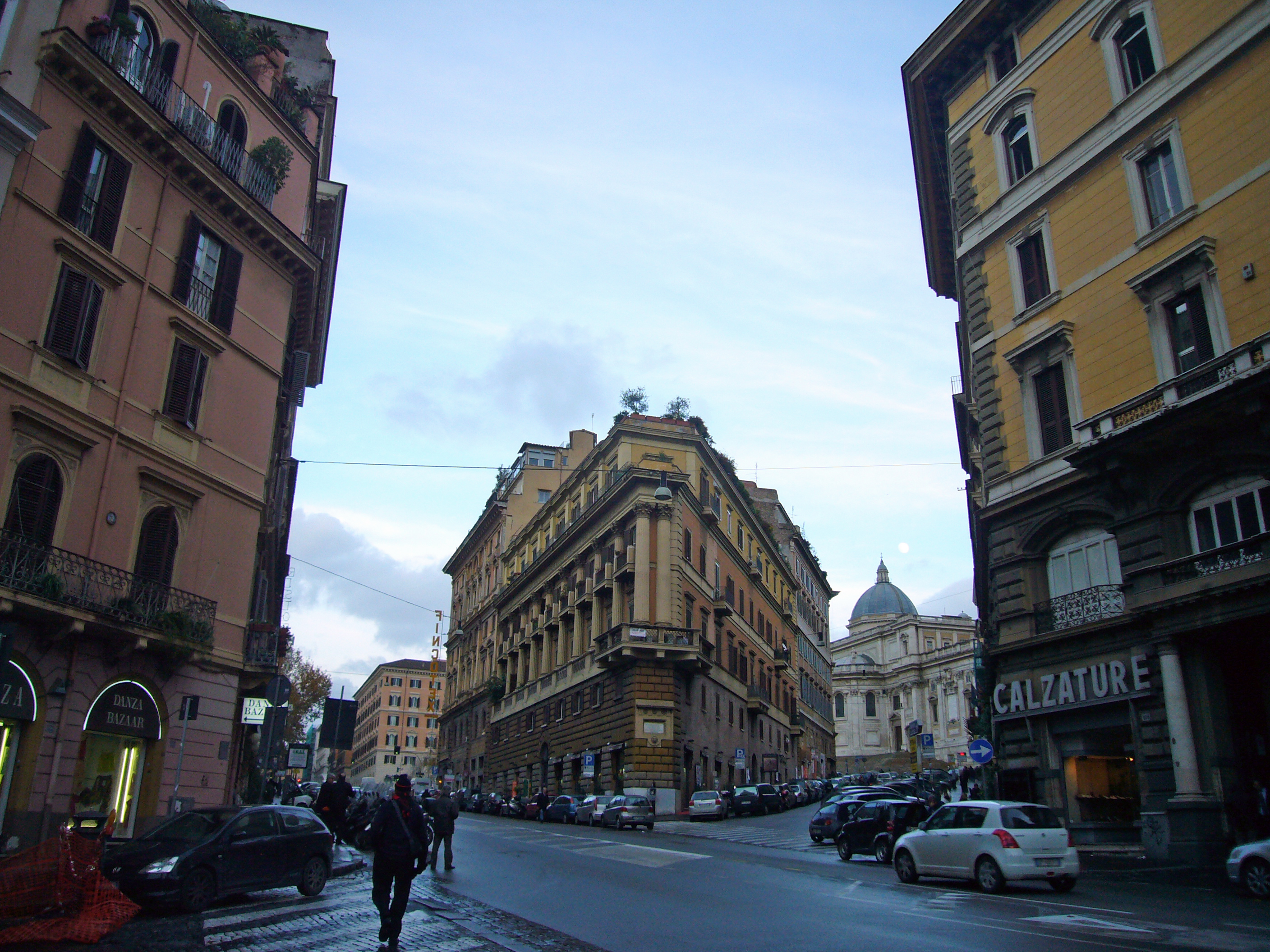
Vista do palácio a partir da Via Cavour. À direita, a Via di Santa Maria Maggiore com a abside da basílica de Santa Maria Maggiore no fundo.

Palazzo Giorgioli é um palácio eclético localizado no cruzamento da Via Cavour (nº 104) com a Via di Santa Maria Maggiore, no rione Monti de Roma.

## História
Este palácio foi construído entre 1883 e 1888 por Carlo Busiri Vici para Benedetto Giorgioli, um empreiteiro que já era proprietário dos imóveis que ficavam no local. O traçado da nova Via Cavour, aberta em 1880 após a Unificação da Itália (1870) como eixo de ligação entre a nova estação Roma Termini e os fóruns imperiais ensejou a construção de diversos edifícios ao longo de seu trajeto. O terreno por passa essa avenida era um vale bastante íngreme e desnivelado , o antigo vale de Suburra. A nova via tratou então de criar e manter um nível de descida regular entre o pico do monte Viminal, onde está a estação, e o vale onde estão os fóruns.
O Palazzo Giorgioli é um exemplo típico das construções que surgiram nesta época, seja do ponto de vista funcional — imóveis que abrigavam, desde a fundação, espaços comerciais no térreo e residências luxuosas nos pisos superiores — quanto estético, com uma fachada monumental com grandes colunas e rusticações em cimento na Via Cavour, a conservação da placa em memória do traçado da antiga Via Zonca, do século XVII, na esquina e absoluta modéstia da fachada da Via di Santa Maria Maggiore, que era a via histórica que levava até a antiga basílica de Santa Maria Maggiore e que foi partida em duas pela nova via.